# Разбогатей или сдохни
«Разбогатей или сдохни» (англ. Get Rich or Die Tryin') — американский фильм о хип-хопе, полубиографическая история рэпера 50 Cent'a, который и исполнил главную роль. Режиссёр картины — Джим Шеридан, премьера фильма состоялась 9 ноября 2005 года.

## Сюжет
Едва не погибнув в уличной перестрелке, Маркус (50 Cent) вспоминает свой путь сироты из Квинса, позднее занимавшегося торговлей наркотиками вместе с приятелем Бамой (Терренс Ховард) и наконец, ставшего успешной рэп-звездой.

## В ролях
| Актёр                     | Роль           |
| ------------------------- | -------------- |
| 50 Cent                   | Маркус         |
| Терренс Ховард            | Бама           |
| Адевале Акиннуойе-Агбадже | Маджестик      |
| Джой Брайант              | Шарлин         |
| Тори Киттлз               | Джастис        |
| Эшли Уолтерс              | Антуан         |
| Омар Бенсон Миллер        | Керил          |
| Билл Дьюк                 | Левар          |
| Марк Джон Джеффрис        | молодой Маркус |
| Виола Дэвис               | бабушка        |
| Район Николь Браун        | молодая Шарлин |

## Приём
На Rotten Tomatoes у фильма «Разбогатей или сдохни» 16 % положительных отзывов, основанных на 117 отзывов. Критический консенсус сайта гласит: «Хотя может быть фильм действительно основан на собственном жизненном опыте 50 Cent, „Разбогатей или сдохни“ слишком похож на многие другие истории „из грязи в князи“». В британском еженедельнике Radio Times о фильме была написана статья, наполненная критикой.
На сайте фильмов FilmFocus было написано, что «реальная опасность фильма заключается в том, что он создает прецедент для режиссера; если цена будет подходящей, он будет согласен».
Джонатан Росс дал положительный отзыв, назвав «Разбогатей или сдохни» «захватывающим» и предположив, что у него будут «отличные показатели». Роджер Эберт также похвалил фильм, поставив фильму оценку 3 балла из 4 и, написав, что «это фильм с богатой и убедительной структурой, драма, наполненная силой и гневом».
«Разбогатей или сдохни» собрал в первые выходные 12 020 807 долларов. В общей сложности фильм собрал в мировом прокате 46 442 528 долларов.

## Полемика
Сэмюэл Л. Джексон публично отклонил предложение сняться в фильме, сославшись на то, что он не хотел довериться тому, кто, по его мнению, был неопытным и непроверенным актером. Кинокритик Роджер Эберт писал: «… Джексон выступает против антиинтеллектуального посыла о том, что молодым чернокожим мужчинам успех лучше искать в мире рэпа и спорта, чем в школе». Позже Джексон и 50 Cent снялись вместе в фильме 2006 года «Дом храбрых».